# Escorregador

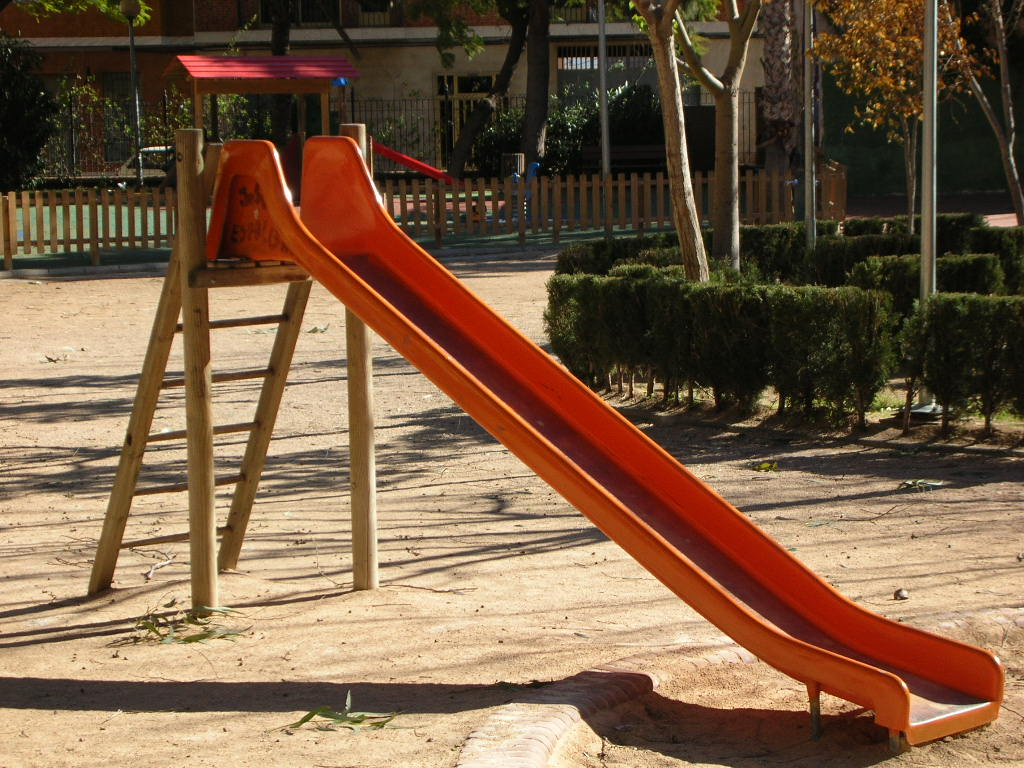
Escorregador no Parque de Alcacer, em Valência, na Espanha

Um escorregador (ô), escorrega, escorregão, escorregadeira ou escorrego (ê) é um equipamento de lazer encontrado em áreas de recreação infantil como parques e escolas. Ele consiste em uma superfície plana elevada em sua parte posterior (plano inclinado), com uma escada que permite o acesso do usuário ao topo, a fim de deslizar sobre a superfície até o solo. É fabricado com plástico, metal ou madeira, e deve possuir uma superfície lisa para permitir o deslizamento. No final, é posto um amontoado de terra para absorver o impacto do choque do usuário no chão .

## Tipos
O escorregador existe em diversas formas e cores. Alguns modelos básicos incluem:
- Escorregador em tubo: consiste em uma estrutura circular através da qual se desliza
- Escorregador em espiral: a superfície de deslizamento é uma curva que pode ser mais ou menos fechada
- Escorregador aquático ou toboágua: próprio de parques aquáticos, sobre sua superfície existe um fluxo de água que favorece o deslizamento. O final do brinquedo é em uma piscina e não em terra, o que permite diferentes formas de deslizamento, como deitar-se para frente.
- Tobogã (do algonquiano, através do francês canadense tabagan e do inglês toboggan): é um escorregador de grande altura, com ondulações.[4]